# Baixo Guandú
Baixo Guandu es un municipio brasileño del estado de Espírito Santo, región sureste del país. Se ubica en el noroeste de Espírito Santo y se ubica a unos 180 km de la capital del estado. Ocupa una superficie de 916.931 km², de los cuales 8,1 km² se encuentran en perímetro urbano, y su población en 2018 era de 30 862 habitantes.
El asiento tiene una temperatura media anual de 23,8 °C y en la vegetación original del municipio predomina la Mata atlántica. Con el 77% de la población viviendo en áreas urbanas, en 2009, la ciudad contaba con 20 establecimientos de salud. Su índice de desarrollo humano (IDH) es de 0,702, considerado alto en relación con el estado.
La región comenzó a ser despejada a fines del siglo XVIII, pero fue solo en la segunda mitad del siglo XIX cuando se produjo el asentamiento, como resultado de los constantes conflictos con los indios Botocudos. En la década de 1870, bajo el incentivo de José Vieira de Carvalho, llegaron a las tierras guanduenses Fluminense en el municipio de Cantagalo, quienes fundaron colonias donde cultivaron cereales, caña de azúcar y café. Poco tiempo después llegaron inmigrantes, en su mayoría italianos, que también colaboraron en el desarrollo de cultivos agrícolas. Como resultado del crecimiento económico y social, en 1915 se crea el distrito Baixo Guandu, subordinado a Colatina, que se emancipó en 1935.
Baixo Guandu tiene el comercio y la minería de piedras ornamentales como sus principales fuentes de ingresos. Cada año acoge eventos de relevancia regional, como el aniversario del municipio, la Festa de São Pedro y ExpoGuandu, con las cascadas, ubicadas en el campo, y las rocas y montañas, aptas para la escalada y el salto, son sus principales atractivos turísticos. atracciones.

## Historia

### Orígenes y pioneros
La colonización de la región del actual municipio de Baixo Guandu se inició entre finales del siglo XVIII y principios del XIX, período marcado por las bandeirantes que penetraron en el interior brasileño. El lugar fue un importante punto de parada para los pioneros, ofreciendo excelentes resultados de caza y, en el cauce del río Doce, peces y agua. Los conflictos entre los viajeros (muchos de Río de Janeiro) y los indios Botocudo, los habitantes originarios de la región, fueron constantes y, en 1800, se crearon los llamados "cuarteles" para evitarlos. Fueron estos conflictos los que hicieron que fracasaran todos los intentos gubernamentales de llegar a un acuerdo hasta mediados de la década de 1860.
En 1859, se creó a mando de Don Pedro II lo llamado Aldeamento del Mutum, situado en la foz del Río Mutum Negro, cuyo objetivo era catequizar a los indígenas, que poco tiempo más tarde fue disuelto debido a la precariedad y a ataques de los propios indios. A pesar de eso, a los pocos los nativos pasaron a familiarizarse con la civilización.
En la década de 1870, el lugar fue ocupado por habitantes de Cantagalo en Río de Janeiro, bajo el impulso de José Vieira de Carvalho, quien apostó por la riqueza natural de la región de Rio Doce y necesitaba nuevos terrenos en los que desarrollar su actividad. El pueblo de Río de Janeiro fue responsable de la creación de varias colonias, donde florecieron los cultivos de cereales, la caña de azúcar y, en las tierras altas, el café. Otro factor que favoreció el desarrollo del lugar fue el hecho de estar ubicado en medio de una de las principales rutas (terrestre y fluvial) que conectan al minero dentro de los puertos costeros de Espirito Santo, y en 1907 llega a la localidad las vías del Ferrocarril Vitória a Minas (EFVM). También en esta época llegaron los primeros inmigrantes, la gran mayoría italianos. El llamado Núcleo Colonial "Afonso Pena" se dividió en lotes que se vendieron a italianos, franceses y españoles.

### Formación administrativa

Embarque y desembarque de pasajeros en la estación de ferrocarril Baixo Guandu: la EFVM llegó al actual municipio en la década de 1910.

Dado el constante crecimiento poblacional y económico de la localidad, el distrito de Baixo Guandu, subordinado al municipio de Colatina, fue creado por ley estatal n.º 1.045, de 9 de diciembre de 1915. El distrito fue elevado a la categoría de municipio por ley estatal n.º 6152, de 10 de abril de 1935, instalándose oficialmente el 8 de junio del mismo año. Desde la creación del distrito, muchos movimientos separatistas han trabajado para elevar a Baixo Guandu al estatus de ciudad.
En el momento de ser emancipado, Baixo Guandu estaba compuesto únicamente por el distrito de la sede. Los primeros distritos en formar parte del municipio fueron Ibituba (antes Afonso Pena) y el Kilómetro 14 do Mutum (también conocido como Mascarenhas, su nombre original), adquiridos del territorio de Colatina por Decreto del Estado N ° 9.222, de 31 de marzo de 1938. Por ley estatal n.º 752, de 30 de noviembre de 1953, se creó el distrito de Alto Mutum Preto, con territorio desmembrado del distrito de Kilómetro 14 de Mutum, y por ley estatal n.º 19.52, de 13 de enero de 1964, fue Vila Nova. se creó el distrito de Bananal. A partir de entonces, quedaron cinco distritos: Alto Mutum Preto, Ibituba, Kilómetro 14 do Mutum y Vila Nova do Bananal, además del distrito de la sede.

### Después de la emancipación

Plaza São Pedro en 2016

Baixo Guandu fue la primera ciudad brasileña en recibir agua tratada con flúor en 1953, con el objetivo de reducir la incidencia de caries, especialmente entre los niños. El beneficio lo logró la administración guanduense, que venía tratando de lograr la hazaña desde la década de 1940, cuando se inició el tratamiento de agua potable en Espírito Santo a través del Servicio Especial de Salud Pública.
Desde 1926 Baixo Guandu era propietario de una central hidroeléctrica, la Central Hidroeléctrica Von Luztow, construida por Belarmino Pinto. Este se amplió en los años 50, cuyos trabajos fueron realizados por Lutzow SA; concluyó con la ayuda de Cia. Vale do Rio Doce (actualmente Vale SA) después de una crisis. Con la ampliación, la UHE pasó a abastecer, además de Baixo Guandu, al municipio de Resplendor.
Baixo Guandu tuvo dos hitos culturales en su historia. Cine Alba fue construido por las familias Holz y Kunkel e inaugurado en 1954, siendo entonces considerada la mejor casa de su tipo en el estado; había 800 sillas tapizadas con modernos sistemas de sonido, iluminación y ventilación. Además de las atracciones cinematográficas, también fue uno de los principales escenarios de conciertos con artistas de renombre regional o nacional, pero cerró en la década de 1990 El otro hito sigue en funcionamiento y es el Canaã Social Club, inaugurado el 10 de abril de 1953. Inicialmente, fue atendido exclusivamente por la élite social, pero con el tiempo se convirtió en una de las principales áreas de recreación, integración y esparcimiento de la ciudad. En 2000 se sometió a renovaciones y ampliaciones, manteniendo su arquitectura y modelo originales.

## Geografía

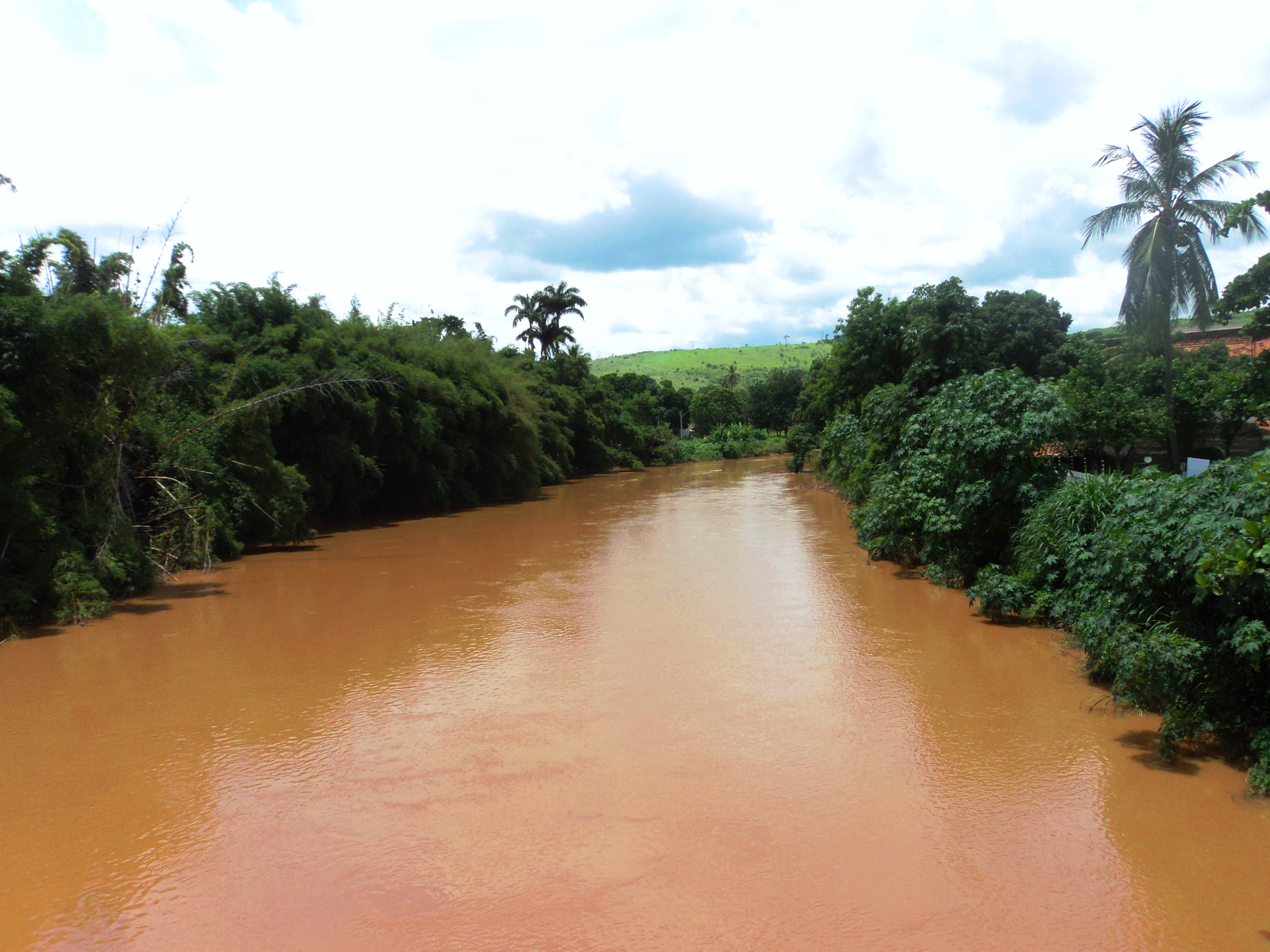
Río Guandu en Bajo Guandu.

El área del municipio, según el Instituto Brasileño de Geografía y Estadística (IBGE), es de 916.931 km², de los cuales 8.083 km² constituyen el área urbana. Se encuentra a 19 ° 31'07 "de latitud sur y 41 ° 57'00" de longitud ya una distancia de 186 kilómetros al oeste de Vitória. Sus municipios vecinos son Pancas, al norte; Flush, noroeste; Aimorés e Itueta al oeste; Earth Orange, al sur; y Colatina e Itaguaçu, al este.
Según la división regional vigente desde 2017, establecida por el IBGE, el municipio pertenece a las Regiones Geográficas Intermedia e Inmediata de Colatina. Hasta entonces, con la vigencia de las divisiones en microrregiones y mesorregiones, formaba parte de la microrregión de Colatina, que a su vez se incluía en la mesorregión del Noroeste Espírito-Santense.

### Relieve e hidrografía
El relieve del municipio de Baixo Guandu es predominantemente ondulado. Aproximadamente 50 % del territorio guanduense está cubierto por áreas onduladas, 33% son mares de colinas o montañas, 12% son terrenos planos y 5% de áreas empinadas. La altitud máxima alcanza los 900 metros, mientras que la altura de la sede es de 77 metros. El suelo es del tipo latosol rojo-amarillo, distrófico, de fertilidad media y acidez moderada, siendo el PH alrededor de 5.
Influenciado por las condiciones geológicas, geomorfológicas y edafológicas, el municipio de Baixo Guandu cuenta con una considerable variedad de ríos y arroyos de pequeño y mediano porte, con cauces bien colocados y muchos con origen en su propio territorio. La mayoría de estos manantiales más pequeños son importantes para la agricultura, ya que el agua se utiliza para el riego. Sin embargo, algunos de ellos están sujetos a una capacidad reducida debido a |períodos de sequía prolongados. Los principales cursos de agua que componen la red de drenaje guanduense son los ríos Doce, Guandu, Laje y Mutum.

### Clima
| Mayores acumulados diarios de lluvia registrados en Bajo Guandu por meses | Mayores acumulados diarios de lluvia registrados en Bajo Guandu por meses | Mayores acumulados diarios de lluvia registrados en Bajo Guandu por meses | Mayores acumulados diarios de lluvia registrados en Bajo Guandu por meses | Mayores acumulados diarios de lluvia registrados en Bajo Guandu por meses | Mayores acumulados diarios de lluvia registrados en Bajo Guandu por meses |
| Mes                                                                       | Acumulado                                                                 | Fecha                                                                     | Mes                                                                       | Acumulado                                                                 | Fecha                                                                     |
| ------------------------------------------------------------------------- | ------------------------------------------------------------------------- | ------------------------------------------------------------------------- | ------------------------------------------------------------------------- | ------------------------------------------------------------------------- | ------------------------------------------------------------------------- |
| Enero                                                                     | 100,6 mm                                                                  | 07/01/1986                                                                | Julio                                                                     | 56,6 mm                                                                   | 19/07/1941                                                                |
| Febrero                                                                   | 117,8 mm                                                                  | 03/02/2002                                                                | Agosto                                                                    | 57,0 mm                                                                   | 30/08/1990                                                                |
| Marzo                                                                     | 100,2 mm                                                                  | 12/03/1987                                                                | Septiembre                                                                | 69,0 mm                                                                   | 12/09/1972                                                                |
| Abril                                                                     | 136,6 mm                                                                  | 14/04/1980                                                                | Octubre                                                                   | 107,4 mm                                                                  | 25/10/1990                                                                |
| Mayo                                                                      | 65,7 mm                                                                   | 10/05/2010                                                                | Noviembre                                                                 | 105,7 mm                                                                  | 02/11/2010                                                                |
| Junio                                                                     | 83,2 mm                                                                   | 04/06/2013                                                                | Diciembre                                                                 | 133,3 mm                                                                  | 24/12/2013                                                                |
| Fuente: Agência Nacional de Águas (ANA)                                   |                                                                           |                                                                           |                                                                           |                                                                           |                                                                           |

El clima guanduense se caracteriza, según el IBGE, como tropical semiúmido cálido o tropical con estación seca (tipo Aw según Koppen) teniendo una temperatura media anual de 23,8 °C con inviernos secos y suaves y veranos lluviosos con temperaturas elevadas. El mes más caluroso, febrero, tiene una temperatura media de 26,2 °C, con una media máxima de 32,1 °C y un mínimo de 20,4 °C. Y el mes más frío, julio, de 20,7 °C, siendo 27,4 °C y 14,1 °C las medias máxima y mínima, respectivamente. El otoño y la primavera son temporadas de transición.
La precipitación media anual es de 1 140,6 mm, siendo julio el mes más seco, cuando solo se 21,0 mm. En diciembre, el mes más húmedo, el promedio es 211,3 mm. En los últimos años, sin embargo, los días cálidos y secos durante el invierno se han vuelto cada vez más frecuentes, a menudo superando la 30 °C, especialmente entre julio y septiembre. Por ejemplo, en agosto de 2011 las precipitaciones en el Baixo Guandu no superaron los 0 mm. Durante la estación seca y durante los largos períodos de verano durante la temporada de lluvias, las quemas en cerros y matorrales también son comunes, especialmente en el área rural de la ciudad, lo que contribuye a la deforestación y la liberación de contaminantes a la atmósfera, perjudicando también la calidad del aire.
Según datos de la Compañía de Investigación de Recursos Minerales (CPRM), desde 1941 la precipitación más alta registrada en 24 horas en el Baixo Guandu fue de 136,6 mm. el 14 de abril de 1980. Otras grandes acumulaciones fueron 133,3 mm. el 24 de diciembre de 2013; 117,8 mm. el 3 de febrero de 2002; y 111,4 mm. el 3 de febrero de 1980.
| Parámetros climáticos promedio de Baixo Guandu | Parámetros climáticos promedio de Baixo Guandu | Parámetros climáticos promedio de Baixo Guandu | Parámetros climáticos promedio de Baixo Guandu | Parámetros climáticos promedio de Baixo Guandu | Parámetros climáticos promedio de Baixo Guandu | Parámetros climáticos promedio de Baixo Guandu | Parámetros climáticos promedio de Baixo Guandu | Parámetros climáticos promedio de Baixo Guandu | Parámetros climáticos promedio de Baixo Guandu | Parámetros climáticos promedio de Baixo Guandu | Parámetros climáticos promedio de Baixo Guandu | Parámetros climáticos promedio de Baixo Guandu | Parámetros climáticos promedio de Baixo Guandu |
| Mes                                            | Ene.                                           | Feb.                                           | Mar.                                           | Abr.                                           | May.                                           | Jun.                                           | Jul.                                           | Ago.                                           | Sep.                                           | Oct.                                           | Nov.                                           | Dic.                                           | Anual                                          |
| ---------------------------------------------- | ---------------------------------------------- | ---------------------------------------------- | ---------------------------------------------- | ---------------------------------------------- | ---------------------------------------------- | ---------------------------------------------- | ---------------------------------------------- | ---------------------------------------------- | ---------------------------------------------- | ---------------------------------------------- | ---------------------------------------------- | ---------------------------------------------- | ---------------------------------------------- |
| Temp. máx. media (°C)                          | 31.5                                           | 32.1                                           | 32.1                                           | 30.4                                           | 29.0                                           | 27.8                                           | 27.4                                           | 28.3                                           | 28.5                                           | 29.5                                           | 30.1                                           | 30.5                                           | 29.7                                           |
| Temp. mín. media (°C)                          | 20.3                                           | 20.4                                           | 20.3                                           | 18.5                                           | 16.5                                           | 14.6                                           | 14.1                                           | 15.3                                           | 16.9                                           | 18.8                                           | 19.8                                           | 20.3                                           | 17.9                                           |
| Precipitación total (mm)                       | 192.1                                          | 90.7                                           | 133.6                                          | 63.7                                           | 47.2                                           | 21.3                                           | 21.0                                           | 26.6                                           | 59.1                                           | 125.5                                          | 195.7                                          | 211.3                                          | 1140.6                                         |
| Fuente: Jornal do Tempo                        |                                                |                                                |                                                |                                                |                                                |                                                |                                                |                                                |                                                |                                                |                                                |                                                |                                                |

### Ecología y medio ambiente
La vegetación original del territorio del municipio es la Mata Atlántica en transición con cerrado. Sin embargo, la región del Baixo Guandu ha sido testigo, durante décadas, de profundos cambios ambientales derivados principalmente de un intenso proceso de actividades extractivas de minerales y deforestación orientada a la expansión agrícola. Esto generó y sigue favoreciendo un cambio importante en el paisaje, reduciendo las áreas verdes de vegetación nativa a pequeños fragmentos en medio de áreas abiertas de pasto. La gran mayoría de estas áreas fragmentadas están protegidas a través de unidades de conservación públicas o privadas, a través de reglas requeridas por el gobierno en materia de licencias ambientales. También se crearon programas de reforestación y se elaboraron cinturones verdes.

## Demografía
En 2010, la población del municipio fue calculada por el Instituto Brasileño de Geografía y Estadística (IBGE) en 29 081 habitantes. Según el censo de 14 220 habitantes eran hombres y 14 861 mujeres. También según el mismo censo, 10 779 habitantes vivían en áreas urbanas y 3 441 en áreas rurales. Según estadísticas publicadas en 2018, la población municipal era de 30 862 habitantes. De la población total en 2010, 6 738 habitantes (23,17%) eran menores de 15 años, 19 486 habitantes (67,01%) tenían entre 15 y 64 años y 2 857 personas (9,82%) eran mayores de 65 años, con un la esperanza de vida al nacer era de 73,7 años y la tasa de fecundidad total por mujer era de 1,9.

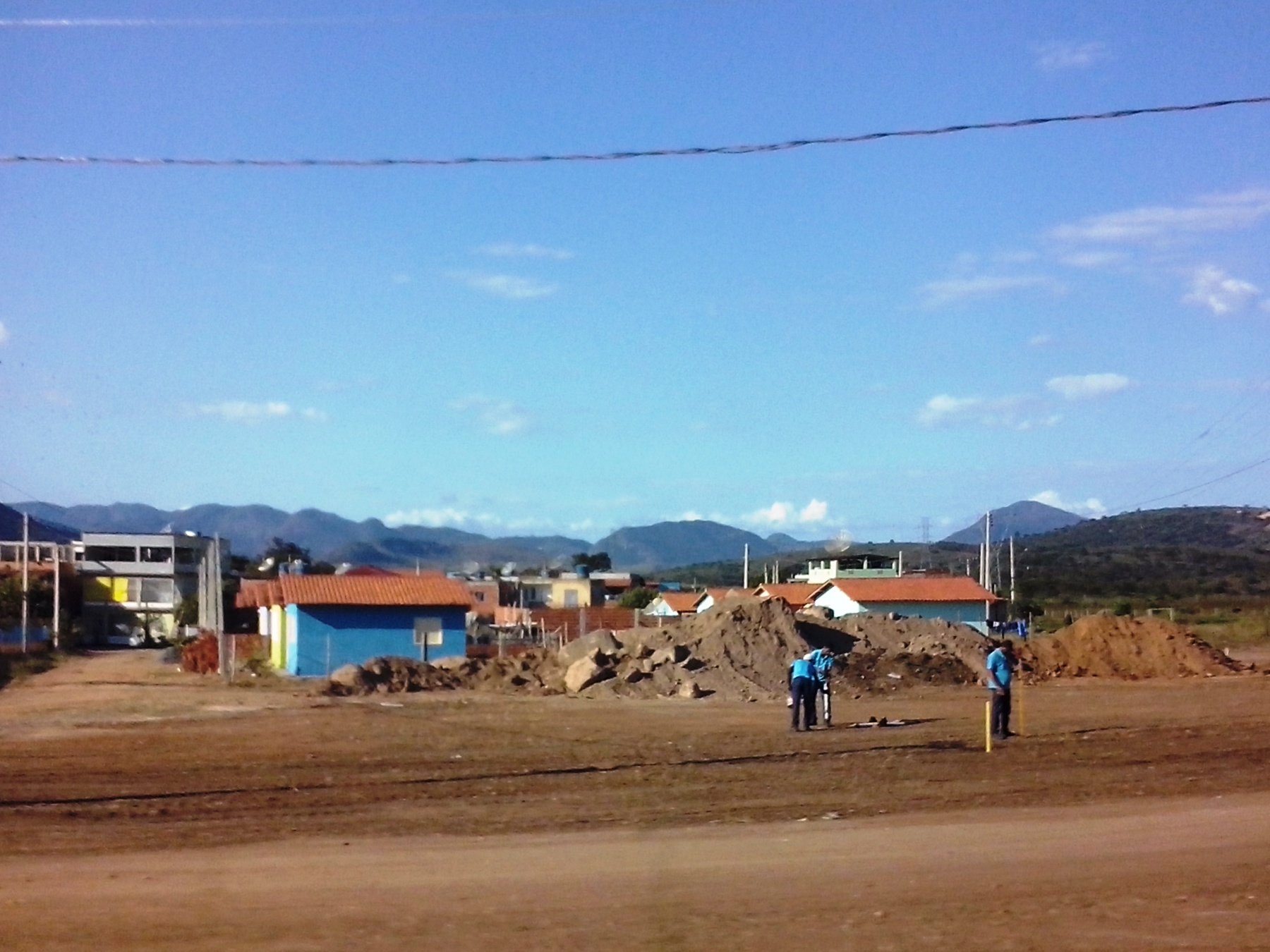
Casas populares en la región del barrio Valparaíso

La composición étnica del municipio estuvo muy influenciada por la llegada de inmigrantes de varios países de Europa entre los siglos XIX y XX, especialmente italianos. En 2010, según datos del censo del IBGE de ese año, la población guanduense estaba compuesta por 11 827 blancos (40,67%); 1 970 afrodescendientes (6,77%); 107 amarillos (0,37%); 15 148 marrón (52,09%); 25 indígenas (0,09%); y cuatro sin declaración. Considerando la región de nacimiento, 28 457 nacieron en la Región Sudeste (97,85%), 318 en la Región Nordeste (1,09%), 69 en el Norte (0,24%), 31 en el Medio Oeste (0,11%) y 22 en el Sur (0,08%). 22 425 habitantes (77,21%) y, de ese total, 16 639 nacieron en el Baixo Guandu (57,22%). Entre los 6 656 nativos de otras unidades de la federación, Minas Gerais fue el estado con mayor presencia, con 5 776 personas (19,86%), seguido de Río de Janeiro, con 211 residentes (0,73%), y de Bahía, con 188 habitantes residentes en el municipio (0,65%).
El Índice de Desarrollo Humano Municipal (IDH-M) de Baixo Guandu es considerado alto por el Programa de las Naciones Unidas para el Desarrollo (PNUD). Su valor es de 0,702, siendo el 52 más alto del estado de Espírito Santo. Considerando solo el índice de educación, el valor es 0,670, el valor del índice de longevidad es 0,811 y el índice de ingresos es 0,637. De 2000 a 2010, la proporción de personas con ingresos familiares per cápita de hasta la mitad del salario mínimo se redujo en un 47,7% y en 2010, el 86,3% de la población vivía por encima de la línea de pobreza, el 9,0% estaba en la línea de pobreza y el 4,8% estaban por debajo de y el coeficiente de Gini, que mide la desigualdad social, fue 0,491, siendo 1,00 el peor número y 0,00 el mejor. La participación del 20% más rico de la población de la ciudad en el ingreso municipal total fue 52,0%, es decir, 11,8 veces mayor que la del 20% más pobre, que fue 4.4%.
Según datos del censo de 2010 realizado por el IBGE, la población del Baixo Guandu está compuesta por: 14 787 católicos (50,85%), 11 295 evangélicos (38,84%), 2 335 personas sin religión (8,03%), 28 espíritas (0,10%) y 2,18% se reparten entre otras religiones. Según la división realizada por la Iglesia Católica, el municipio está ubicado en la Diócesis de Colatina, la cual fue creada el 23 de abril de 1990. La ciudad forma parte del Área Pastoral Linha Ita, que se subdivide en seis parroquias, correspondiendo la parroquia São Pedro al Baixo Guandu. Sus orígenes están estrechamente ligados a la historia del catolicismo en la ciudad. En 1887 se construye la primera capilla, en la actual Praça Getúlio Vargas, y en 1917, la comunidad pasa a formar parte de la entonces parroquia de Colatina, siendo elevada a la categoría de parroquia el 26 de junio de 1937. En 1942 se construyó la Igreja Matriz de São Pedro, que actualmente es el principal templo religioso de la ciudad y sede de la parroquia de São Pedro, además de un hito arquitectónico.

## Política y subdivisiones

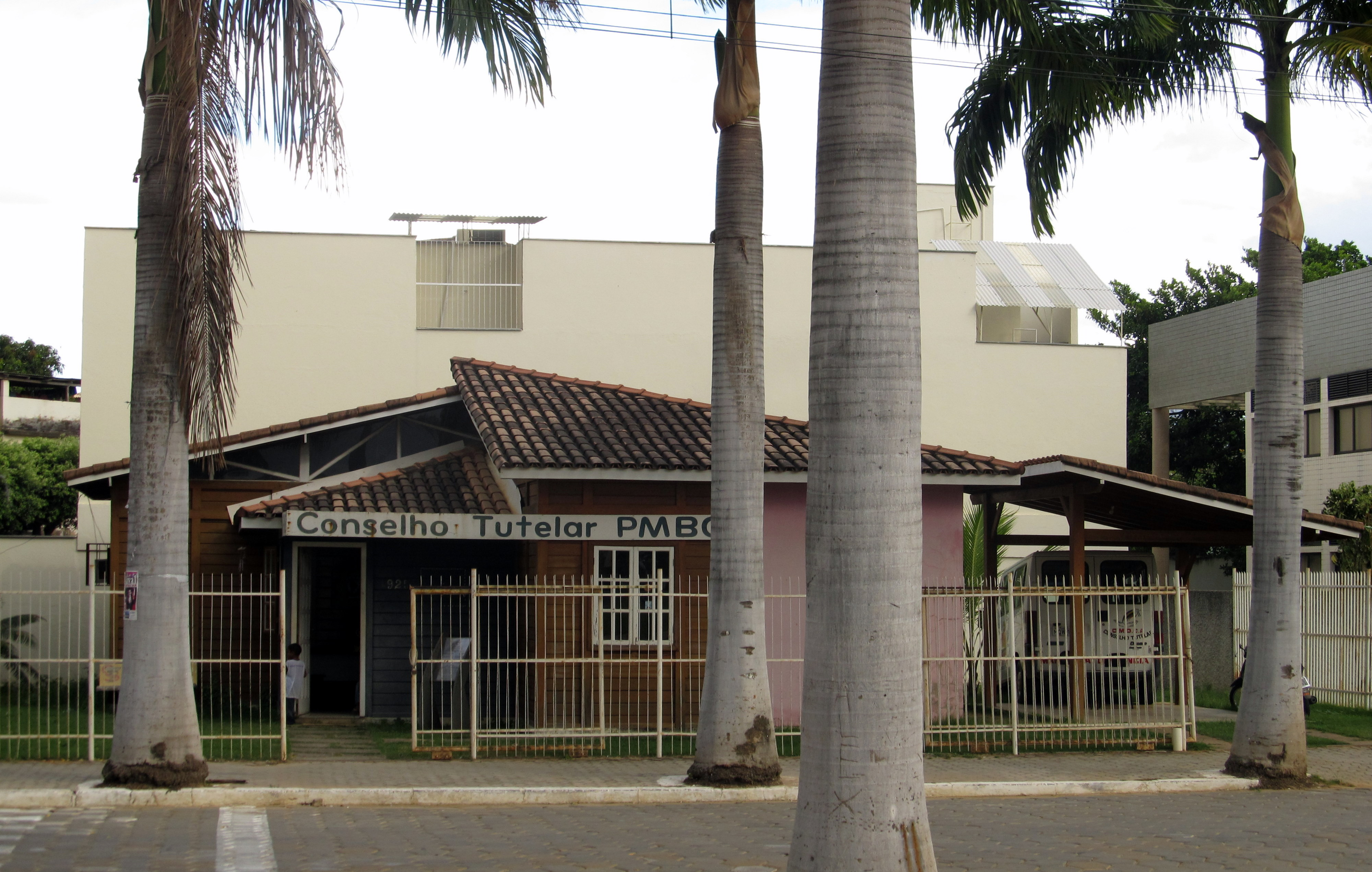
Consejo Tutelar de Bajo Guandu.

La administración municipal está a cargo de los Poderes Ejecutivo y Legislativo. El Ejecutivo lo ejerce el alcalde, asistido por su gabinete de secretarios. El actual alcalde es Lastênio Luiz Cardoso, del Partido Solidaridad, elegido en las elecciones municipales de 2020. con el 44,52% de los votos válidos, junto al Dr. Patrick Favarato Perutti como teniente de alcalde. El Poder Legislativo, a su vez, está constituido por el Ayuntamiento, integrado por once concejales. Depende de la Cámara elaborar y votar leyes fundamentales para la administración y el Ejecutivo, especialmente el presupuesto participativo (Lei de Diretrizes Orçamentárias).
Además del proceso legislativo y el trabajo de las secretarías, también existen los consejos municipales activos, incluyendo los derechos de la niñez y la adolescencia, creados en 2009, tutelar (2009), derechos de las personas mayores (2006) y políticas para la mujer (2008). Baixo Guandu se rige por su ley orgánica, que fue promulgada el 5 de abril de 1990, y alberga una región de segundo nivel del Poder Judicial estatal. En enero de 2017, el municipio contaba con 22 126 votantes, según el Tribunal Superior Electoral (TSE), lo que representa el 0,813% del electorado en Espírito Santo.
Administrativamente, el municipio es subdividido en cinco distritos, siendo ellos Alto Mutum Negro, Bajo Guandu (sede), Ibituba, Kilómetro 14 del Mutum y Vila Nueva del Bananal. El distrito-sede era el más populoso, reuniendo 23 013 habitantes y 8 669 domicilios particulares el año de 2010, según el IBGE, seguida por Ibituba, con 1 899 personas y 875 domicilios. La ciudad también se divide en 15 barrios oficiales, según el ayuntamiento, siendo ellos: Alto Guandu, Centro, Industrial, Mauá, Obrero, Residencial Ricardo Holz, Rosário I, Rosário II, Santa Mônica, Son José, São Pedro, Son Vicente, Sapucaia, Val Paraíso y Vila Kennedy.
| Distritos de Baixo Guandu (IBGE/2010) |            |            |            |                         |
| Distrito                              | Habitantes | Habitantes | Habitantes | Domicilios particulares |
| Distrito                              | Hombres    | Mujeres    | Total      | Domicilios particulares |
| Alto Mutum Preto                      | 948        | 875        | 1.823      | 747                     |
| Baixo Guandu (sede)                   | 11 092     | 11 921     | 23 013     | 8 669                   |
| Ibituba                               | 983        | 916        | 1 899      | 875                     |
| Quilômetro 14 do Mutum                | 601        | 581        | 1.182      | 532                     |
| Vila Nova do Bananal                  | 596        | 568        | 1 164      | 511                     |

## Economía
El producto interno bruto (PIB) de Baixo Guandu es el vigésimo séptimo más grande del estado de Espírito Santo, destacándose en el área de prestación de servicios. Según datos del IBGE para 2011, el PIB del municipio fue de R $ 308 440 mil. 17 991 reales fueron impuestos sobre productos netos de subsidios a precios corrientes y el PIB per cápita fue de R $. 10 570,97. En 2010, el 64,92% de la población mayor de 18 años era económicamente activa, mientras que la tasa de paro era del 7,58%.
Los sueldos junto con otras retribuciones ascendieron a 52 422 mil reales y el salario mensual promedio en todo el municipio fue de 1,8 salarios mínimos. Había 685 unidades locales y 672 empresas activas, además de la presencia de 4 agencias de instituciones financieras, según el IBGE en 2012. En 2010, el 67,64% de los hogares sobrevivía con menos del salario mínimo mensual por residente ( 6 323 hogares), el 25,08% sobrevivía con entre uno y tres salarios mínimos por persona (2 345 hogares), el 2,74% recibía entre tres y cinco salarios (256 hogares), el 1,39% tenía un ingreso mensual superior a cinco salarios mínimos (130 hogares) y el 3,16% no tenía ingresos (295 hogares).
Sector primario
| Producción de caña-de-azúcar, maíz y mandioca (2011) | Producción de caña-de-azúcar, maíz y mandioca (2011) | Producción de caña-de-azúcar, maíz y mandioca (2011) |
| ---------------------------------------------------- | ---------------------------------------------------- | ---------------------------------------------------- |
| Producto                                             | Área colhida (hectáreas)                             | Producción (tonelada)                                |
| Caña-de-azúcar                                       | 60                                                   | 3 600                                                |
| Maíz                                                 | 500                                                  | 1 200                                                |
| Mandioca                                             | 15                                                   | 900                                                  |

La ganadería y la agricultura representan el sector menos relevante en la economía de Baixo Guandu. En 2011, del PIB total de la ciudad, 50 024 mil reales fue el valor agregado bruto de la agricultura, mientras que en 2010, el 24,96% de la población económicamente activa del municipio estaba ocupada en el sector. Según el IBGE, en 2011 el municipio contaba con cerca de 51 675 bovinos, 1 250 caballos, 15 burros, 400 mulos, 2 655 porcinos, 359 cabras y 550 ovejas. Había 22 050 aves, entre estas 9 700 gallos, pollitas, pollos y pollitos y 12 350 gallinas, de las cuales se produjeron 57.000 docenas de huevos de gallina. 13 050 13 050 vacas, de las cuales se produjeron 13 500 de leche. También se produjeron 180 kilos de miel de abeja. Sigue habiendo presencia de la piscicultura en los ríos de la ciudad.
En el cultivo temporal se produce principalmente caña de azúcar 3 600 toneladas producidas y 60 hectáreas cultivadas), maíz (1 200 toneladas producidas y 500 hectáreas plantadas) y mandioca (120 toneladas producidas y 15 hectáreas cultivadas), además de tomates (800 toneladas). producidas y 10 hectáreas cultivadas), arroz (175 toneladas producidas y 50 hectáreas cultivadas) y frijoles (170 toneladas producidas y 200 hectáreas cultivadas). En la cosecha en pie destacan el café 7 320 toneladas producidas y 6 200 hectáreas cosechadas), el coco 1 215 toneladas producidas y 90 hectáreas cosechadas) y el banano (400 toneladas producidas y 40 hectáreas cosechadas) y además cacao cultivado, guayaba, naranja y mango.
Sectores secundario y terciario

Avenida Carlos Medeiros, centro de Bajo Guandu, donde se concentra parte del movimiento comercial

La industria, en 2011, fue el segundo sector más relevante para la economía del municipio. 64 698 reales del PIB municipal provinieron del valor agregado bruto del sector secundario. Las principales industrias de Guandu están relacionadas con el azúcar, café, envases de plástico, especias y condimentos, piedra caliza y mármol. Según estadísticas de 2010, el 4,23% de los trabajadores del Baixo Guandu estaban empleados en el sector industrial extractivo y el 7,26% en la industria manufacturera.
El desarrollo industrial ha sido impulsado por el gobierno municipal que, en alianza con el Gobierno Federal y la Federación de Industrias de Espírito Santo (FINDES), ofrece cursos de capacitación y capacitación técnica, ayudando a formar una fuerza laboral especializada. También se estudia la implementación de una unidad del Servicio Nacional de Aprendizaje Industrial (SENAI) en el municipio.
El comercio siempre fue una de las principales fuentes de renta de la ciudad y se ve fortalecido desde la época de la llegada de la Carretera de Hierro Victoria la Minas (EFVM), siendo que, juntamente con el sector de prestación de servicios, fue uno de los responsables por el desarrollo social y económico observado los últimos años. Hay una considerable presencia de micro y pequeñas empresas. En 2010, 10,36% de la población ocupada estaba empleada en el sector de construcción, 1,82% en los sectores de utilidad pública, 12,89% en el comercio y 32,71% en el sector de servicios(Referencia 28) y en 2011, 175 727 reales del PBI municipal eran del valor añadido bruto del sector terciario.

## Infraestructura

### Habitación y criminalidad

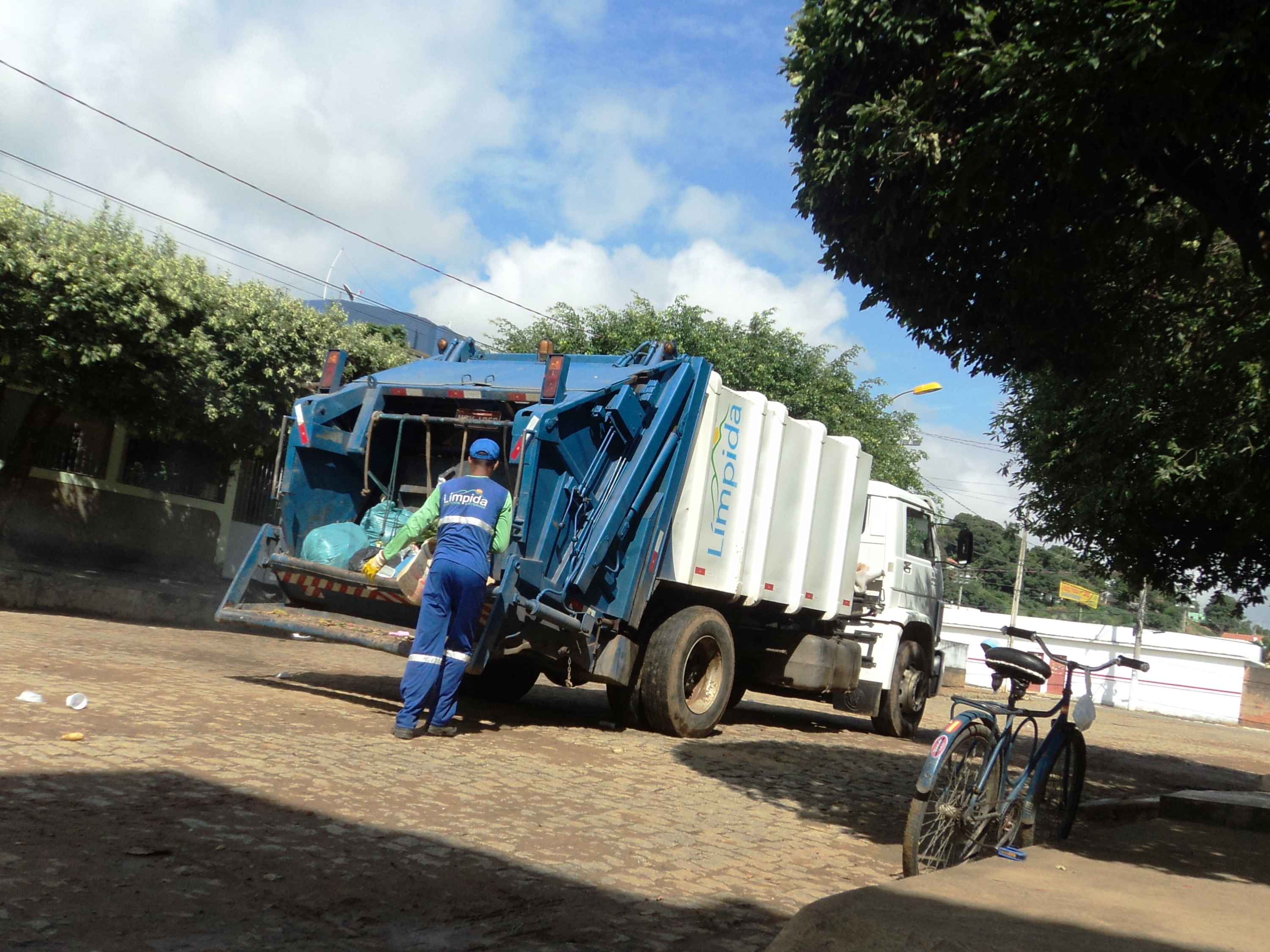
Camión del servicio de recolección de basura de Bajo Guandu.

En 2010, la ciudad tenía 9 329 hogares privados permanentes. De este total, 8 707 fueron casas, 21 adosados o condominios, 595 departamentos y 26 conventillos. Del número total de hogares, 6 038 son propiedades en propiedad (5 779 propiedades propias ya pagadas y 259 en adquisición); Se alquilaron 1 721 1 574 fueron transferidos (734 transferidos por el empleador y 840 transferidos de otro modo) y 38 ocupados de otro modo. Parte de estas viviendas contaba con servicios de agua tratada, electricidad, alcantarillado, limpieza urbana, teléfono fijo y celular. 7 529 hogares fueron atendidos por la red general de abastecimiento de agua (80,70% del total); 9 214 (98,76%) contaban con baños de uso exclusivo de las residencias; 7 530 (80,71% de ellos) fueron atendidos por algún tipo de servicio de recolección de basura (ya sea del Ayuntamiento o no); y 9 323 (99,93%) contaban con suministro eléctrico.
Como en la mayoría de las ciudades medianas y grandes de Brasil, la delincuencia sigue siendo un problema en Baixo Guandu. En 2011, la tasa de homicidios en el municipio fue de 26,9 por cada 100.000 habitantes, ocupando el puesto 29 a nivel estatal y 594 a nivel nacional. La tasa de suicidios ese año por cada 100.000 habitantes fue de 2,2, siendo 52 a nivel estatal y 2092 a nivel nacional. En cuanto a la tasa de muertes por accidentes de tránsito, el índice fue de 14,6 por 100.000 habitantes, ubicándose en el puesto 54 a nivel estatal y 1582 a nivel nacional.

### Salud y educación

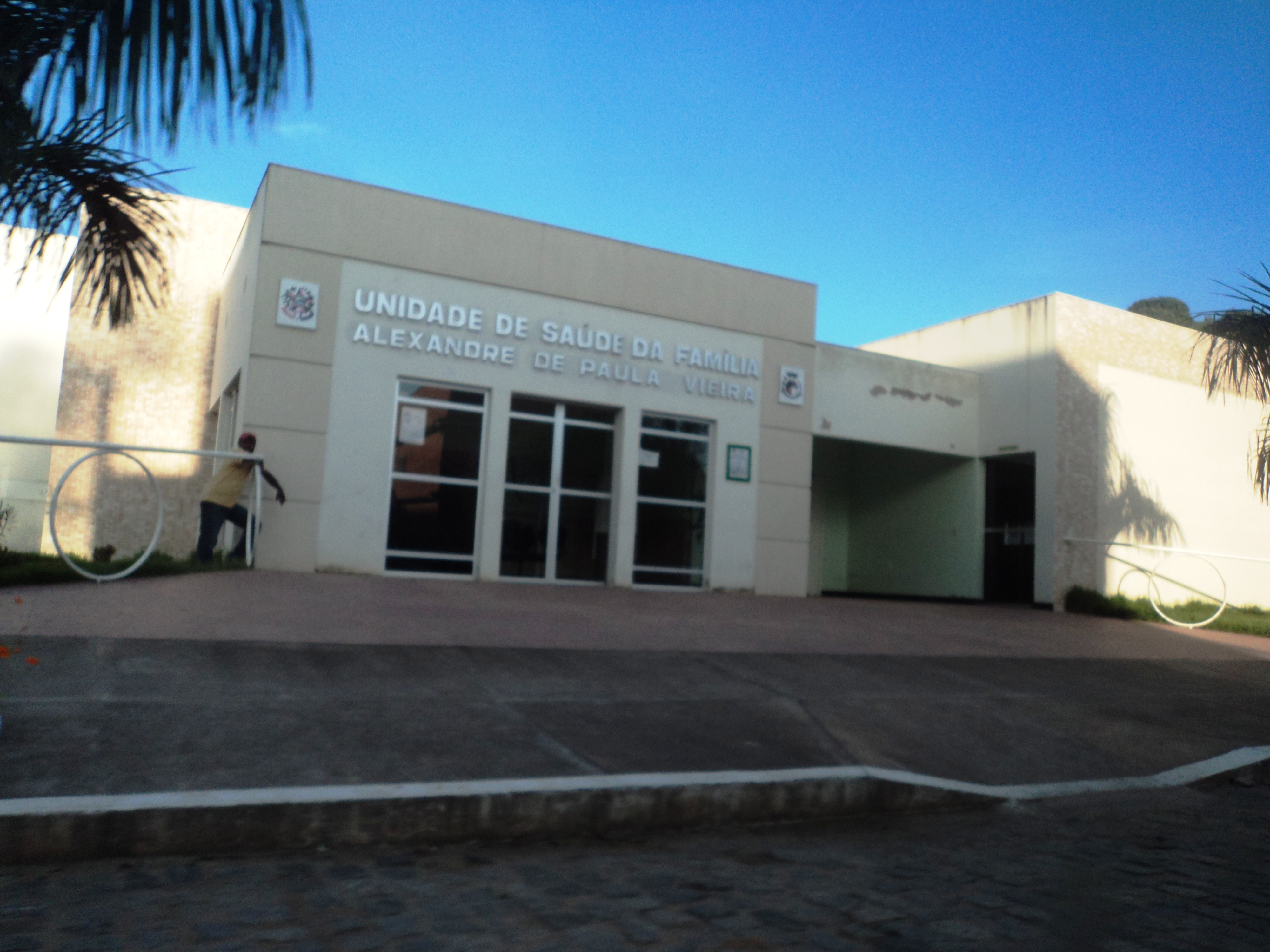
Unidad de Salud Familiar Alexandre de Paula Vieira

En 2009, el municipio contaba con 20 establecimientos de salud entre hospitales, salas de emergencia, puestos de salud y servicios dentales, siendo 17 unidades de salud públicas y tres privadas. Tres establecimientos formaron parte del Sistema Único de Salud (SUS) y en total hay 150 camas hospitalarias. En 2012, el 98,8% de los niños menores de 1 año tenían su cartilla de vacunación al día. En 2010 se registraron 391 nacidos vivos, y la tasa de mortalidad infantil por cada mil niños menores de cinco años fue de 12,8. En 2010, el 5,69% de los adolescentes de 10 a 17 años tenían hijos (todos mayores de 14 años) y la tasa de actividad entre las niñas de 10 a 14 años era del 8,19%. En 2012, el 0,5% de los 4 969 niños pesados por el Programa de Salud de la Familia estaban desnutridos.
En el área de educación, el Índice de Desarrollo de la Educación Básica (IDEB) promedio de las escuelas públicas del Baixo Guandu fue, en 2011, de 4.9 (en una escala de evaluación que va del 1 al 10). (antiguo 4.º grado) fue de 5,1 y en el 9.º grado (antiguo 8.º grado) fue de 4,2; el valor de las escuelas públicas en todo Brasil fue de 4.0. En 2010, el 2,81% de los niños de entre seis y catorce años no asistía a la escuela primaria. La tasa de finalización, entre los jóvenes de 15 a 17 años, fue del 71,7% y el porcentaje de alfabetización entre los jóvenes y adolescentes de 15 a 24 años fue del 98,5%. La distorsión por edad-grado entre los estudiantes de primaria, es decir, los mayores de la edad recomendada, fue del 9,2% para los años iniciales y del 15,9% para los últimos años y, en la educación secundaria, la brecha alcanzó el 25,4%. Entre los habitantes de 18 o más años, el 46,30% había completado la educación primaria y el 30,11% había completado la secundaria, y la población tenía un promedio de 9,87 años de escolaridad esperada.
En 2010, según datos de la muestra del censo de población, del total de la población, 7 820 habitantes asistían a guarderías o escuelas. De este total, 418 asistieron a guarderías, 665 estaban en preescolar, 253 en alfabetización, 117 en alfabetización de jóvenes y adultos, 4196 en la escuela primaria, 1 282 en la escuela secundaria, 211 en educación para jóvenes y adultos. Fundamental, 206 en educación secundaria para jóvenes y adultos, 106 en especialización de educación superior y 366 en cursos de educación superior. 21 261 personas no asistieron a las unidades escolares, de las cuales 3 031 nunca habían asistido y 18 230 habían asistido en algún momento. En 2012, el municipio tenía 5 784 inscripciones en instituciones educativas de la ciudad, y de las 41 escuelas que ofrecían educación básica, 18 pertenecían a la red pública estatal, 21 a la red municipal y dos a la red privada. Entre las cuatro escuelas que impartían educación secundaria, tres pertenecían a la red estatal y una a la red privada.
| Educación preescolar | 737   | 74  | 25 |
| Educación primaria   | 4 065 | 280 | 41 |
| Educación media      | 982   | 67  | 4  |

### Servicios y comunicación

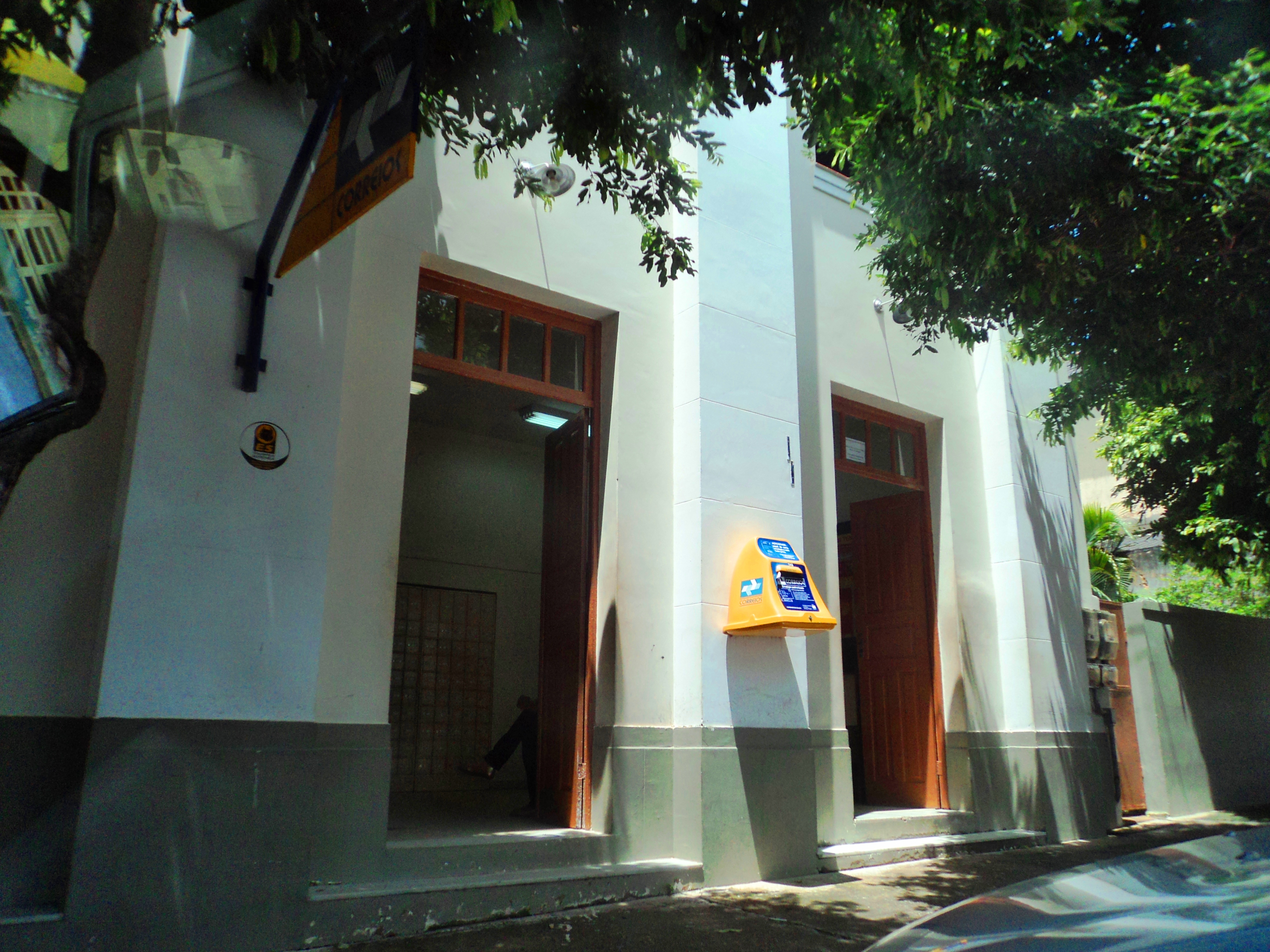
Oficina de Correos en Baixo Guandu.

El servicio de suministro eléctrico del municipio es proporcionado por la Espírito Santo Centrais Elétricas S. A. (Escelsa). La empresa también opera en otros 69 municipios del estado de Espírito Santo. El servicio de abastecimiento de agua y alcantarillado de la ciudad es proporcionado por el Servicio Autónomo de Agua y Alcantarillado (SAAE) de Guandu, y la ciudad fue la primera en Brasil en recibir agua fluorada para abastecimiento público, en octubre de 1953.
El código de área (DDD) de Baixo Guandu es 027 y el código de dirección postal (ZIP) varía de 29730-000 a 29744-999. El 1 de septiembre de 2008, el municipio comenzó a contar con portabilidad, junto con otros municipios con el mismo código de área. La portabilidad es un servicio que permite cambiar de operador sin necesidad de cambiar el número de teléfono.

### Transportes

Estación Ferroviaria de Bajo Guandu, inaugurada en 1910

Desde principios del siglo XX, Baixo Guandu cuenta con transporte ferroviario desde el Ferrocarril de Vitória a Minas (EFVM), con salidas diarias que conectan Belo Horizonte con Vitória. La estación de tren de la ciudad se inauguró el 1 de junio de 1910 y, en la actualidad, la EFVM es la ruta de viaje más barata y segura posible para las ciudades que tienen estaciones.
La flota municipal en 2012 fue de 12 426 vehículos, de los cuales 5 255 automóviles, 524 camiones, 140 tractocamiones, 1 089 camionetas, 144 camionetas, 28 minibuses, 4 017 motocicletas, 842 scooters, 64 autobuses, 32 utilitarios, cinco tractores de ruedas y 286 clasificados como otros tipos de vehículos. La ciudad cuenta con transporte público, a cargo de la Empresa Viação Guanduense Ltda. (Guantur). Dos carreteras pasan por el Baixo Guandu, a saber, la BR-474 (que conecta Espírito Santo, la región de Vale do Rio Doce, la Región Metropolitana de Vale do Aço y la Zona da Mata Mineira); la carretera Desembargador Lourival de Almeida (une Baixo Guandu con Laranja da Terra); la ES-446 (une Baixo Guandu con la carretera Isidoro Binda y, posteriormente, con Itaguaçu, Colatina y la costa); y Rodovia Pedro Nolasco (conexión principal del Baixo Guandu a Colatina, a la BR-101 y a la costa).
También cuenta con un pequeño aeródromo, Baixo Guandu / aeropuerto Aimorés, que se encuentra en el Baixo Guandu, próximo a la frontera con Aimorés, pero es gestionado por el Ayuntamiento de ambas ciudades. Fue construido entre 1967 y 1968 y está restringido a la operación de aeronaves pequeñas y vuelo libre, pero se especula que se remodelará el aeropuerto, que contará con un patio con portones y un parkim para aeronaves pequeñas y medianas.

## Cultura

### Manifestaciones culturales

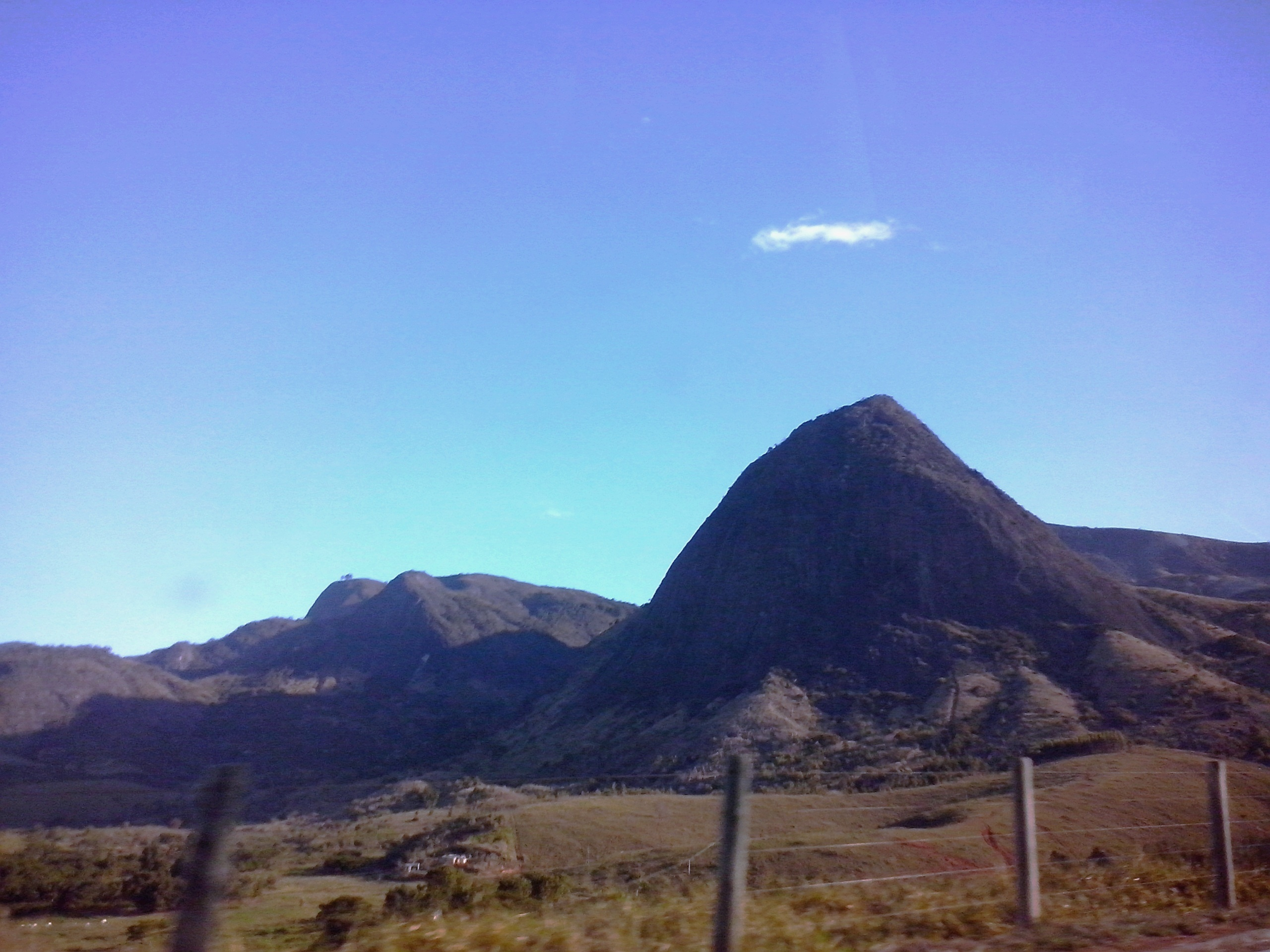
Colinas, montañas y chacras en la campiña guanduense

Con el fin de estimular el desarrollo socioeconómico local, la alcaldía de Baixo Guandu, junto o no con instituciones locales, comenzó a invertir más en el segmento de fiestas y eventos. Los principales actos son las celebraciones del aniversario de la ciudad, en abril (con conciertos, exposiciones, espectáculos culturales, campeonatos deportivos y sorteos); Rodeio de Baixo Guandu, en junio (organizado desde 2002, con conciertos y exposiciones); la fiesta de San Pedro, el santo patrón de la ciudad, en junio; las fiestas juninas, en junio o julio; ExpoGuandu, en septiembre u octubre (con espectáculos, ferias artesanales, concursos y exhibidores de animales y productos agrícolas); las celebraciones del Día del Niño, el 12 de octubre; y las celebraciones de Navidad y Nochevieja en diciembre.
La artesanía es también una de las formas más espontáneas de expresión cultural en Guandu. Existen asociaciones que reúnen a artesanos de la región, brindando espacios para la elaboración, exhibición y venta de productos artesanales. Por lo general, estas piezas se venden en ferias, exposiciones o tiendas de artesanía, y en ocasiones la artesanía municipal se presenta en ferias y exposiciones de relevancia nacional. Según IBGE, las principales actividades artesanales desarrolladas en Baixo Guandu fueron el bordado, el trabajo con barro y productos de construcción con material reciclable.

### Instituciones y atractivos
La denominada Concejalía de Deporte y Ocio es el organismo que complementa el proceso legislativo que se ocupa del sector cultural de la ciudad. Entre los espacios culturales, destaca la existencia de una biblioteca pública y dos estadios o gimnasios deportivos, según el IBGE en 2005. También hay presencia de bandas y grupos de capoeira.
Bajo Guandu forma parte de la Región Turística Dulce Pontões Capixaba, que fue creada en 2009 por la Secretaría de Turismo del Espíritu Santo con el objetivo de estimular las manifestaciones culturales y el turismo ecológico en la región de las ciudades integrantes. Los principales atractivos naturales guanduenses son las cascadas, situadas en la zona rural, y las piedras y montañas, cuyo relieve favorece escaladas y saltos.

### Festivos
En Baixo Guandu hay tres festivos municipales y ocho festivos nacionales, además de puntos opcionales. Las fiestas son el cumpleaños de la ciudad, que se celebra el 10 de abril; el día del Corpus Christi, celebrado en una fecha conmovedora en mayo o junio; y el día de San Pedro, patrón municipal, el 29 de junio. De acuerdo con la Ley Federal n.º 9.093, aprobada el 12 de septiembre de 1995, los municipios pueden tener un máximo de cuatro días festivos municipales con alcance religioso, incluido el Viernes Santo.

### En portugués
- Prefeitura de Baixo Guandu
- Câmara Municipal
- Guandu no IBGE Cidades

- Baixo Guandu no WikiMapia
- Esta obra contiene una traducción total derivada de «Baixo Guandu» de Wikipedia en portugués, concretamente de esta versión, publicada por sus editores bajo la Licencia de documentación libre de GNU y la Licencia Creative Commons Atribución-CompartirIgual 4.0 Internacional.

- Datos: Q804041
- Multimedia: Baixo Guandu / Q804041